# Tom Watson (lottatore)
Tom Watson (Southampton, 13 luglio 1982) è un lottatore di arti marziali miste britannico.
Combatte nella categoria dei pesi medi per l'organizzazione statunitense UFC; in passato è stato campione di categoria nelle promozioni inglesi BAMMA e UCMMA.
È conosciuto per le sue entrate spettacolari nella gabbia e per aver ottenuto vittorie di successo contro Murilo Rua, John Maguire e Matt Horwich.

## Carriera nelle arti marziali miste

### Inizi carriera e Cage Rage
Tom Watson ha debuttato come professionista nel 2006 dopo aver messo a segno un record di 1-0-1 da dilettante.
Inizia il professionismo con due vittorie e gli è stata data la possibilità di combattere in Cage Rage.
Debutta contro Matsui nel febbraio 2007 e perde per sottomissione (armbar) al primo round.
Tornò nella gabbia un mese dopo sconfiggendo spettacolarmente uno dei prospetti più importanti del regno unito O'Malley.
Dopo di ciò gli viene data la possibilità di combattere con un altro grande Foupa-Pokam ma venne sottomesso di nuovo questa volta nel secondo round.
Nello stesso anno combatte altre due volte registrando una vittorie e una sconfitta.
Comincia bene anche l'anno successivo dove registra altre due vittorie.
Successivamente con un record di 6-3 lasciò la Cage Rage.

### BAMMA
Il 27 giugno 2009 Watson debutta nella Bamma dove,in una battaglia molto combattuta, sconfigge Maguire per TKO al 3 round,è stato confermato poi che Maguire durante l'incontro si era rotto un braccio.
Nel maggio 2010 doveva affrontare Alex Reid per il titolo ma quest'ultimo si infortunò e l'incontro saltò.
Reid viene sostituito da Horwich e in un incontro molto equilibrato Watson convince i giudici ad assegnare una vittoria unanime.
L'incontro tra Watson e Reid viene riprogrammato Nel settembre 2010 a Bamma 4 e anche stavolta Tom riesce a convincere i giudici e vince ai punti unanimemente.
Il 21 maggio 2011 affronta Murilo Rua, veterano del Pride FC e lo sconfigge per ko a causa di un calcio alla testa.
Successivamente Watson difende il titolo un'altra volta contro marchman vincendo per TKO al secondo round.

### Ultimate Fighting Championship
Ai primi di luglio 2012 Tom firma un contratto con l'UFC.
Al debutto affronda Brad Tavares a UFC on fuel tv 5 il 29 settembre e perde per decisione non unanime.
Successivamente affronta l'imbattuto Stanislav Nedkov vincendo per TKO a 4:42 del primo round dopo un inizio da dimenticare.
Nell'agosto 2013 combatte in Brasile contro l'ex contendente al titolo Thales Leites venendo sonoramente sconfitto per decisione unanime con tutti e tre i giudici che assegnarono un punteggio di 30-27 al lottatore di casa.
Due mesi dopo avrebbe dovuto affrontare l'italiano Alessio Sakara a Manchester, ma Watson diede forfait a causa di un infortunio e tornò a combattere solamente nel febbraio 2014 quando venne sconfitto per decisione non unanime da Nick Catone.
In agosto torna alla vittoria sconfiggendo Sam Alvey.
Nel 2015 Watson venne sconfitto da Rafael Natal per decisione unanime dei giudici di gara; mentre ad agosto subisce un'altra sconfitta contro Chris Camozzi sempre per decisione unanime.

### Risultati nelle arti marziali miste
| Risultato | Record | Avversario           | Metodo                              | Evento                                    | Data              | Round | Tempo | Città                   | Note                                  |
| --------- | ------ | -------------------- | ----------------------------------- | ----------------------------------------- | ----------------- | ----- | ----- | ----------------------- | ------------------------------------- |
| Sconfitta | 17-9   | Chris Camozzi        | Decisione (unanime)                 | UFC Fight Night: Teixeira vs. Saint Preux | 8 agosto 2015     | 3     | 5:00  | Nashville, Stati Uniti  |                                       |
| Sconfitta | 17-8   | Rafael Natal         | Decisione (unanime)                 | UFC 183: Silva vs. Diaz                   | 31 gennaio 2015   | 3     | 5:00  | Las Vegas, Stati Uniti  |                                       |
| Vittoria  | 17-7   | Sam Alvey            | Decisione (unanime)                 | UFC Fight Night: Bader vs. Saint Preux    | 16 agosto 2014    | 3     | 5:00  | Bangor, Stati Uniti     |                                       |
| Sconfitta | 16-7   | Nick Catone          | Decisione (non unanime)             | UFC 169: Barao vs. Faber II               | 1º febbraio 2014  | 3     | 5:00  | Newark, Stati Uniti     |                                       |
| Sconfitta | 16-6   | Thales Leites        | Decisione (unanime)                 | UFC 163: Aldo vs. Korean Zombie           | 3 agosto 2013     | 3     | 5:00  | Rio de Janeiro, Brasile |                                       |
| Vittoria  | 16–5   | Stanislav Nedkov     | KO Tecnico (ginocchiate e pugni)    | UFC on Fuel TV: Barao vs. McDonald        | 16 febbraio 2013  | 2     | 4:42  | Londra, Regno Unito     |                                       |
| Sconfitta | 15–5   | Brad Tavares         | Decisione (non unanime)             | UFC on Fuel TV: Struve vs. Miocic         | 29 settembre 2012 | 3     | 5:00  | Nottingham, Regno Unito | Debutto in UFC                        |
| Vittoria  | 15–4   | Jack Marshman        | KO Tecnico (pugni e gomitate)       | BAMMA 9: Watson vs Marshman               | 24 marzo 2012     | 2     | 4:50  | Birmingham, Regno Unito | Difende il titolo dei Pesi Medi BAMMA |
| Vittoria  | 14–4   | Murilo Rua           | KO (calcio alla testa e pugni)      | BAMMA 6: Watson vs. Rua                   | 21 maggio 2011    | 3     | 2:06  | Londra, Regno Unito     | Difende il titolo dei Pesi Medi BAMMA |
| Vittoria  | 13–4   | Alex Reid            | Decisione (unanime)                 | BAMMA 4: Watson vs. Reid                  | 25 settembre 2010 | 5     | 5:00  | Birmingham, Regno Unito | Difende il titolo dei Pesi Medi BAMMA |
| Sconfitta | 12–4   | Jesse Taylor         | Decisione (unanime)                 | MFC 26: Retribution                       | 10 settembre 2010 | 3     | 5:00  | Brandon, Canada         |                                       |
| Vittoria  | 12–3   | Matt Horwich         | Decisione (unanime)                 | BAMMA 3: Watson vs. Horwich               | 15 maggio 2010    | 5     | 5:00  | Birmingham, Regno Unito | Vince il titolo dei Pesi Medi BAMMA   |
| Vittoria  | 11–3   | Travis Galbraith     | KO (calcio alla testa)              | MFC 24: HeatXC                            | 26 febbraio 2010  | 1     | 1:56  | Edmonton, Canada        |                                       |
| Vittoria  | 10–3   | Denniston Sutherland | Decisione (non unanime)             | UCMMA 8: Dynamite                         | 24 ottobre 2009   | 3     | 5:00  | Londra, Regno Unito     | Difende il titolo dei Pesi Medi UCMMA |
| Vittoria  | 9–3    | John Maguire         | KO Tecnico (pugni)                  | BAMMA 1: The Fighting Premiership         | 27 giugno 2009    | 2     | 3:47  | Londra, Regno Unito     |                                       |
| Vittoria  | 8–3    | Daniel Cubitt        | KO Tecnico (pugni)                  | UCMMA 1: Bad Breed                        | 6 dicembre 2008   | 1     | 1:57  | Londra, Regno Unito     | Vince il titolo dei Pesi Medi UCMMA   |
| Vittoria  | 7–3    | Lloyd Clarkson       | Decisione (unanime)                 | Atlas Fighting Challenge                  | 9 agosto 2008     | 3     | 5:00  | Regno Unito             |                                       |
| Vittoria  | 6–3    | John Phillips        | Decisione (unanime)                 | Cage Rage 27: Step Up                     | 12 luglio 2008    | 3     | 5:00  | Londra, Regno Unito     |                                       |
| Vittoria  | 5–3    | Pierre Guillet       | KO (calcio da terra)                | Cage Rage 25: Bring it On                 | 8 marzo 2008      | 1     | 1:05  | Londra, Regno Unito     |                                       |
| Sconfitta | 4–3    | Mark Epstein         | Decisione (non unanime)             | Cage Rage 24: Feel the Pain               | 1º dicembre 2007  | 3     | 5:00  | Londra, Regno Unito     |                                       |
| Vittoria  | 4–2    | Ed Smith             | Decisione (unanime)                 | Cage Rage 22: Hard as Hell                | 14 luglio 2007    | 1     | 3:04  | Londra, Regno Unito     |                                       |
| Sconfitta | 3–2    | Xavier Foupa-Pokam   | Sottomissione (kimura da triangolo) | Cage Rage 21: Judgement Day               | 21 aprile 2007    | 2     | 2:27  | Londra, Regno Unito     |                                       |
| Vittoria  | 3–1    | Dorlan O'Malley      | KO (body slam e pugni)              | Cage Rage: Contenders 4                   | 3 marzo 2007      | 1     | 2:21  | Londra, Regno Unito     |                                       |
| Sconfitta | 2–1    | Daijiro Matsui       | Sottomissione (armbar)              | Cage Rage 20: Born 2 Fight                | 10 febbraio 2007  | 1     | 0:59  | Londra, Regno Unito     |                                       |
| Vittoria  | 2–0    | Tulio Palhares       | Decisione                           | ZT Fight Night 2                          | 25 giugno 2006    | 3     | 5:00  | Londra, Regno Unito     |                                       |
| Vittoria  | 1–0    | Michael Watson       | Sottomissione (ghigliottina)        | ZT Fight Night 1                          | 19 febbraio 2006  | 1     | 1:11  | Londra, Regno Unito     |                                       |